# اندیس منگنز ماکو
منگنز ماکو یک اندیس فلزی است که در  استان آذربایجان غربی قرار دارد و مادهٔ معدنی موجود در آن، منگنز است.سنگ میزبان این اندیس سنگهای آهکی است و دیرینگی آن به دوران کرتاسه فوقانی می‌رسد. در این اندیس، پاراژنز‌های آهن یافت می‌شوند.